# Lángos
Le lángos (en hongrois : ([ˈlaːngoʃ ]) ou langallo est un type de pain en forme de galette, cuit dans l'huile, issue de la cuisine hongroise et répandue en Europe centrale,. Confectionné à partir de farine de blé ou de pommes de terre, il est traditionnellement dégusté en cuisine de rue, durant les fêtes et les festivals, accommodé de fromage et de crème aigre (tejföl en Hongrie ; smântână en Roumanie).

## Étymologie
Le mot lángos vient du magyar láng, qui signifie « flamme », montrant l'origine de la recette. Cependant, malgré son nom, le lángos moderne n'est pas cuit sur une flamme nue, mais plutôt dans de la graisse de friture.
L'ancêtre de cette recette serait le panis focacius des Romains, qui l'appellent aujourd'hui en italien focaccia. Dans la Rome antique, le panis focacius était un pain plat cuit sous les cendres de la cheminée (en latin, focus signifie « foyer »).
Parmi les plats hongrois, c'est plutôt le pogácsa qui est dérivé, étymologiquement et culinairement, du panis focacius, comme la fougasse en français.

## Préparation
Le lángos se déguste de plusieurs manières. On peut le recouvrir d'ail écrasé, de crème aigre et de fromage, ou de jambon. Son coût raisonnable (entre 2 et 3 €) en fait un mets fort apprécié des Hongrois. Dans les villages autour du lac Balaton, il est fréquemment consommé avec du merlu (hekk) entièrement frit. Il existe également des lángos sucrés, recouverts de chocolat ou de confiture.

## Variantes
La pâte des lángos est composée d'eau ou de lait, de farine, de levure et de sel,. Les ingrédients sont mélangés à la main ou à l'aide d'un pétrin. Lorsque la levure commence à métaboliser les glucides contenus dans la farine, du dioxyde de carbone est libéré, ce qui fait lever la pâte et crée les bulles d'air dans les lángos. La pâte est fondamentalement la même que la pâte à pizza, mais elle n'est pas cuite au four mais frite dans l'huile. L'ajout de crème aigre, de yaourt ou de purée de pommes de terre à la pâte est facultatif mais fortement encouragé, dans ce dernier cas, on l'appelle lángos de pommes de terre (en hongrois : krumplis lángos). Il se mange frais et chaud, garni de crème aigre et de fromage râpé, ou de liptauer, de jambon ou de saucisses, ou le plus souvent, sans garniture, juste frotté d'ail ou de beurre à l'ail, ou arrosé d'eau à l'ail. D'autres ingrédients et accompagnements peuvent être des champignons, du fromage blanc, des aubergines, du chou, du kéfir, une omelette et du sucre glace ou de la confiture.